# Hacienda Yaxcopoil

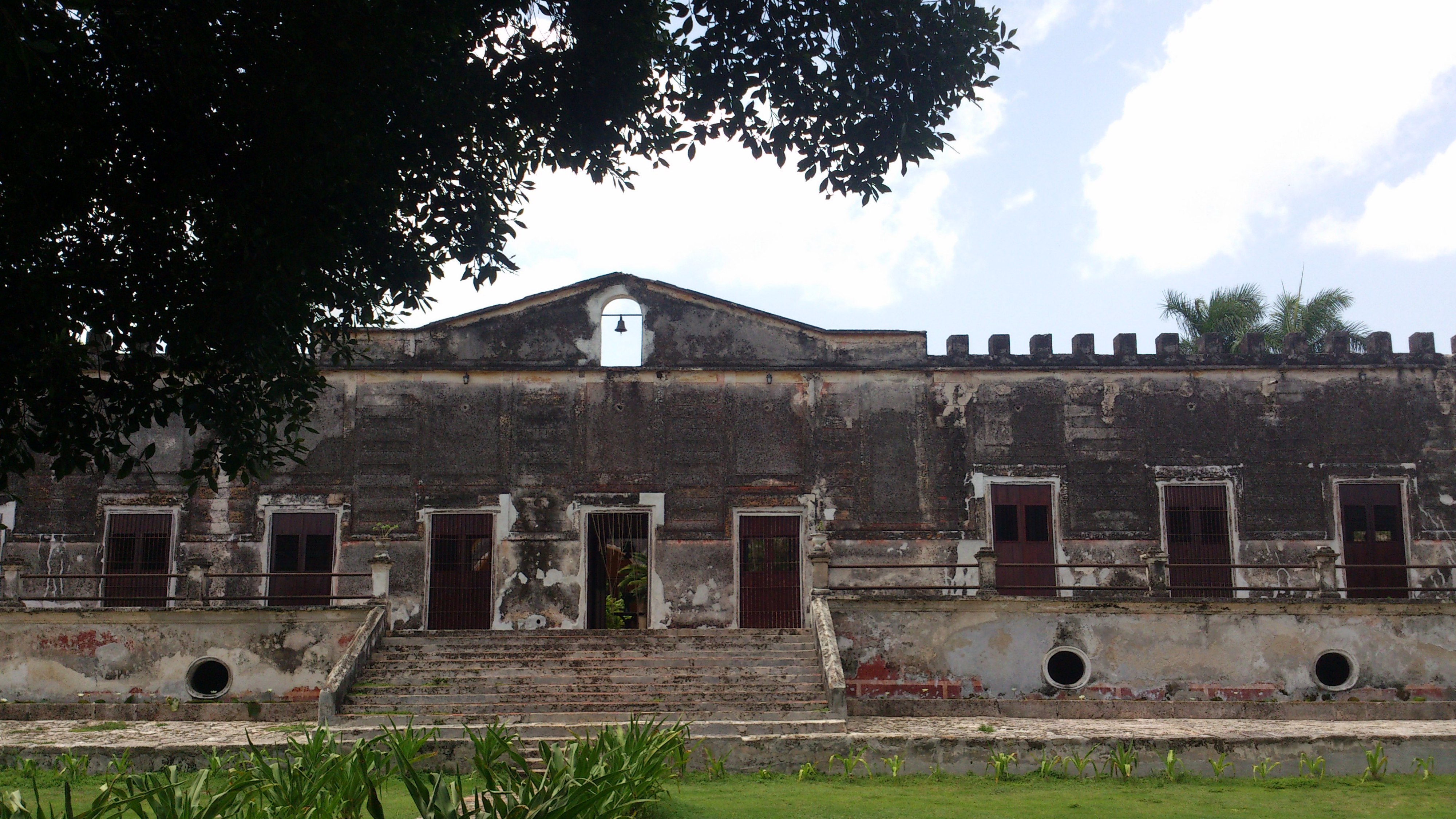
Hacienda Yaxcopoil vista desde los campos de Henequén.

Hacienda Yaxcopoil es una hacienda localizada cerca de Mérida, Yucatán, México y que data del siglo XVII. El nombre Yaxcopoil en maya significa "lugar de los álamos verdes". La hacienda representa la historia de tres periodos de la península de Yucatán: La época precolombina (hay yacimientos arqueológicos cercanos); el periodo colonial, y el brote del cultivo del henequén a mediados del siglo XIX y principios del siglo XX. La hacienda Yaxcopoil fue comprada por Donaciano García Rejón Mazó y su esposa Mónica Galera Encalada en 1864, y ha permanecido en la misma familia desde entonces.
Yaxcopoil fue considerada una de las principales haciendas en Yucatán. La propiedad en su máximo esplendor cubría 12,000 hectáreas. Comenzó como un rancho ganadero y más tarde como una plantación de henequén. No obstante, con el paso del tiempo y con los continuos procesos de cambio político, social y económico en la región, su extensión se vio reducida a menos del 3% de su antigua superficie.

## Descripción del lugar

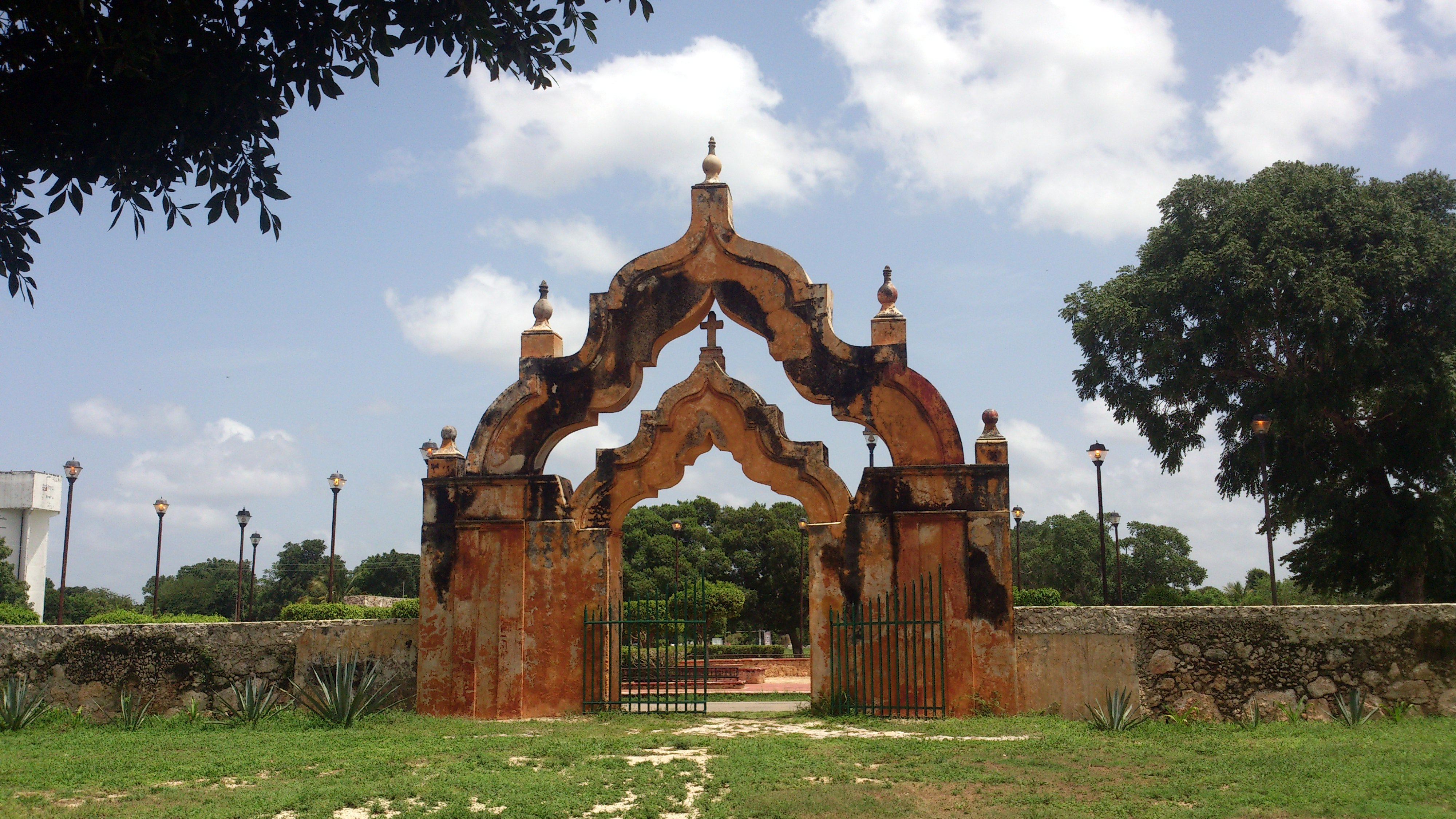
Entrada de la Hacienda Yaxcopoil

En la actualidad la hacienda está convertida en un parador y museo de carácter privado, que procura mostrar con veracidad y sencillez los espacios y mobiliarios que se acostumbraba usar en las épocas de esplendor. 
La casa principal de amplios salones, altos techos, y espaciosos corredores, está rodeada de extensos jardines con una gama infinita de colorido y vegetación exuberante, que nos sitúan en un ambiente único e incomparable. Todavía cuenta con los muebles europeos originales que le confieren el ambiente de la época.
El salón principal está presidido por dos óleos: Don Donaciano García Rejón Mazó y su esposa María Mónica Galera Encalada, quienes en 1864 adquirieron la hacienda. A partir de entonces la propiedad fue pasando de padres a hijos hasta su actual propietario, descendiente de aquellos. En la oficina se guardan libros, planos, documentos y otras colecciones de la época de la administración de la hacienda.
En el oratorio se conserva un óleo de la época colonial. Allí se venera la imagen de su santo patrono, San Gerónimo de Yaxcopoil. El comedor y la cocina, ambas con un precioso y fino mobiliario que refleja la excelente manera de vida doméstica y campirana.
En la huerta se encuentra la piscina con sus vestidores, el tanque de riego y la noria con su motor y bombas Americanas de principios del siglo XX, que siguen trabajando extrayendo el agua para el uso cotidiano.
Del período prehispánico, Yaxcopoil conserva en sus montes, ruinas mayas formadas por numerosas estructuras piramidales, teniendo las seis principales una altura que varia entre 6 y 20 metros, una cancha para el juego de pelota y estelas menores que se encuentran en un área aproximada de 8 kilómetros cuadrados.
Uno de los salones, el llamado “Cuarto Maya”, se ha convertido en un pequeño museo que reúne numerosas vasijas, esculturas y otras reliquias arqueológicas del período clásico (250-900 DC) hallados en las ruinas mayas de Yaxcopoil.
En la planta desfibradora de henequén muestra vestigios de los primeros motores y máquinas del siglo XIX para el proceso agrícola e industrial. En el cuarto de máquinas se conserva en buenas condiciones un motor diesel alemán con 100 HP de potencia marca Körting (Hannover) de 1913, el cual se utilizó hasta 1984 cuando la producción de fibra de henequén en la hacienda concluyó, después de más de un siglo.
El taller y las bodegas los cuales son construcciones que tienen fachadas bellamente decoradas al estilo neoclásico columnas con cuatro esculturas de mujeres representando las estaciones del año de la fábrica de Alfarería de José de Antonés en Hostafrancos, (Barcelona). Al otro extremo de la manga al frente del cuarto de máquinas, se puede ver otros edificios que antaño formaron parte de la hacienda y que funcionaron como la escuela, hospital y tienda..
La hacienda Yaxcopoil ha sido preservada pero no restaurada, y ahora funciona como un museo, así como también para eventos sociales, convenciones, locación de fotos y producciones cinematográficas y televisión. También tiene una casa de huéspedes dentro de la propiedad que puede ser rentada para estadías nocturnas.

## Investigaciones del cráter de Chicxulub
Hacienda Yaxcopoil fue el sitio donde el pozo 'Yaxcopoil-1', fue perforado en los años de 2001 y 2002 por los científicos del Proyecto de Perforación de Chicxulub, un proyecto multinacional que perforó a una profundidad de 1,511 metros para investigar sobre el impacto e implicaciones del meteoro que colisionó con la tierra en la península de Yucatán hace 65 millones de años y que creó el Cráter de Chicxulub. El primer proyecto que perforó y extrajo muestras en una de las estructuras más grandes y mejor preservadas del impacto, se realizó en el Cráter de Chicxulub en México, usando equipo integrado para recolección de muestras y medidas in-situ. La combinación de diferentes técnicas permitió una visión tridimensional y un mejor entendimiento del proceso del impacto. El proyecto costó 1.5 millones de Dólares y fue conducido por la UNAM, Universidad Nacional Autónoma de México. El pozo ha sido utilizado continuamente para realizar pruebas sobre el manto acuífero de Yucatán.